# Jorge Michonik
Jorge Michonik Zal (Medvyn, Ucrania, mayo de 1890 - Santiago de Cali, Colombia, 8 de octubre de 1958) nacido como Godl Michonik Zal fue un empresario textil y sionista judío ucraniano nacionalizado colombiano, conocido por sus negocios textiles en Colombia. Fue uno de los precursores de la inmigración judía en Colombia, dueño del Pasaje Michonik, primer conjunto residencial de la ciudad de Bogotá fue construido expresamente para refugiar de manera temporal a las familias judías recién llegadas a Colombia durante los años 30 y la Segunda Guerra Mundial.

## Biografía
Michonik nació en la aldea ucraniana de Medvyn en mayo del año 1890 pero fue registrado hasta el año de 1891, sus padres fueron Jacob Michonik y Rosa Zal. Su nombre de nacimiento era Godl, a los 14 años emigra Suiza en el año 1904, allí cambió su nombre por Georges Michonik. Vivió en la ciudad de Ginebra donde su hermana mayor Lina, quien ya se había casado, y luego a París, tras dos años de estadía, Michonik emigra hacia América, su primer destino fue el Perú donde al llegar castellanizaría su nombre a Jorge Michonik, tras unos años viviendo en Perú y Ecuador Jorge Michonik emigraría hacia Colombia donde viviría el resto de su vida, allí se estableció en la ciudad de Bogotá ciudad donde fundaría El Emporio de Paños una serie de locales comerciales de ropa y textiles que llegarían a tener sedes en las ciudades de Bogotá, Medellín, Cali y Manizales, tras el éxito de estos Michonik incursionó en los negocios de los Bienes Raíces en la ciudad de Bogotá y la Agricultura en el Valle del Cauca los cuales lo llevaron a ser un hombre de importante fortuna, también en Bogotá se casó con la Judía Ucraniana Paya Serebrenik que al llegar a Colombia castellanizó su nombre a Paulina Serebrenik. Jorge Michonik falleció el 8 de octubre de 1958 de cáncer en la ciudad de Cali y fue enterrado en Cementerio Judío de esa ciudad.

## Defensa de la Comunidad judía en Colombia
Una de las principales banderas de Michonik y Serebrenik fue la defensa de la vida judía en Colombia y en especial, en Bogotá. La pareja se encargó de fortalecer el Centro Israelita de Bogotá y de impulsar la llegada de judíos de Europa del Este a Colombia, en ese tiempo Paulina fue una de las fundadoras del Colegio Colombo Hebreo, la Sociedad Israelita de Beneficencia Ezra y fue líder de la Organización Internacional de Mujeres Sionistas de Colombia, entre los años 1915 y 1920 Jorge Michonik construyó el Pasaje Michonik en el barrio bogotano de La Candelaria un conjunto residencial compuesto de 7 casas donde los Michonik alojaron a cientos de familias judías mientras estas se establecían en la capital colombiana en la primera mitad del siglo XX, se estima que Jorge Michonik ayudó a al menos 1000 judíos a emigrar a Colombia.